# Попов, Рюрик Борисович
Рюрик Борисович Попов (15 мая 1928 — 12 февраля 2019) — писатель и художник-иллюстратор. Мастер экслибриса.

## Биография
Родился в семье театрального художника Бориса Николаевича Попова (1905—1943). В 1957 году окончил Академию художеств Латвийской ССР (учился у Петериса Упитиса). Работы хранятся в отделе графики Государственного Русского музея.
В начале творческого пути работал на Ленфильме.
В течение ряда лет был ведущим художником странички журнала «Костер»-Морская газета
Был другом и душеприказчиком художницы О. Н. Гильдебрандт-Арбениной. Совместно с художником С. Н. Спицыным организовал персональную выставку О. Н. Гильдебрандт в Ленинграде в Доме писателей им. В. В. Маяковского в 1985 году.
Попов собирал и изучал оловянных солдатиков, переняв это увлечение от отца. Он — один из основателей современной российской школы изготовления игрушечного солдатика.
Широко известны книга О. Орлова «Кораблики и солдатики» (1989), для которой Попов выполнил все рисунки, схемы, чертежи, и его авторская книга «История моих солдатиков» (2009).
Автор книги «История моих солдатиков».

### Авторские книги Р. Попова
- Попов Р. Б. История моих солдатиков / рассказал и нарисовал Рюрик Попов; (предисл. Г. Вилинбахова). — Санкт-Петербург : Гриф : ДЕТГИЗ, 2009. — 78 с: ил.

### Книги других авторов с иллюстрациями Р. Попова
- Ивин, М. Ты, я и всё вокруг : очерки / М. Ивин; художник Р. Попов. — Ленинград : Детская литература, 1977. — 192 с. : ил.
- Кораблики и солдатики : две игры / написал Олег Орлов; нарисовал Рюрик Попов. — Ленинград : Детская литература, 1989. — 48 с. : цв. ил.
- Орлов, О. П. Как Суворов перешёл через Альпы : рассказ / О. П. Орлов; худож. Р. Попов. — Москва : Детская литература, 1983. — 32 с. : ил., портр.

### О жизни и творчестве Р. Попова
- Мургина, О. Поиграем в солдатики! : (рецензия на книгу Р. Б. Попова «История моих солдатиков») О. Мургина // Читаем вместе. — 2010. — № 1. — С. 37.
- (Рецензия на книгу Р. Б. Попова «История моих солдатиков») // Что читать. — 2010. — № 4. — С. 69.
- Репортаж канала НТВ «Стать королем настольного государства» https://www.ntv.ru/video/152516/ Архивная копия от 18 января 2022 на Wayback Machine
- Фрагмент передачи телеканала Russian Travel Guide «История игрушек. Оловянные солдатики» с интервью Р. Попова http://rtgtv.ru/films/the-history-of-toys-tin-soldiers Архивная копия от 16 января 2022 на Wayback Machine
- Не вышедший в эфир репортаж «Иллирия-страна художника» интервьюер Анна Рудикова https://www.youtube.com/watch?v=f8m9GXTsfHI Архивная копия от 16 января 2022 на Wayback Machine